# Homo cepranensis
Homo cepranensis je navržené jméno jednoho z druhů člověka. Známý je pouze díky jednomu nálezu lebky v roce 1994. Fosilii objevil archeolog Italo Biddittu a nazval ji "člověk z Ceprana" podle blízkého města, 89 kilometrů jihovýchodně od Říma. Studie z roku 2011 naznačila, že se jedná o předka Homo neanderthalensis. Pro kompletní analýzu ještě neexistuje dostatek materiálu.